# Kabinet-Simons (Suriname)
Het kabinet-Simons is het huidige Surinaamse kabinet onder leiding van president Jennifer Simons (NDP).

## Formatie
Na de verkiezingen van 2025 kwamen zes partijen hun samenwerking overeen in een intentieverklaring. De partijen NDP, NPS, ABOP, Pertjajah Luhur, BEP en A20 hebben samen 34 zetels; en kon daarmee zonder tussenkomst van de Verenigde Volksvergadering een president en vicepresident kiezen. Simons is daarmee de eerste vrouwelijke president van Suriname. Het kabinet trad aan op 16 juli 2025, na het aflopen van de termijn van het vorige kabinet-Santokhi.
De NDP liet op 29 mei weten dat de besprekingen met de NPS, PL, BEP en A20 zijn afgerond. Met de ABOP was dat echter nog niet het geval. De NDP gaf aan dat zij de besprekingen met de ABOP voortzet. “De wetenschappelijke bureaus van de partijen, zullen zich nu samen buigen over het opstellen van het regeerakkoord”, aldus de NDP in een kort bericht.
De NDP en de andere vier samenwerkende partijen hadden afgesproken dat de ABOP, die pas in een later stadium aansloot bij de formatiegesprekken, geen van de drie topfuncties (president, vicepresident en parlementsvoorzitter) mocht invullen. De ABOP voerde aan dat zij na de NDP de grootste zijn binnen de beoogde combinatie, aangezien zij meer stemmen heeft behaald dan de NPS. Nu de NPS het vicepresidentschap mag invullen, vond de ABOP dat zij recht heeft op het voorzitterschap van De Nationale Assemblee.

## Samenstelling
Hieronder staat de voorlopige samenstelling:
| Ministerie                                                | Minister                                                                         | Partij  |
| --------------------------------------------------------- | -------------------------------------------------------------------------------- | ------- |
| Financiën en Planning                                     | Adelien Wijnerman                                                                | NDP/NSK |
| Buitenlandse Zaken, Internationale Handel en Samenwerking | Melvin Bouva                                                                     | NDP     |
| Ministerie van Openbare Werken en Ruimtelijke Ordening    | Stephen Tsang                                                                    | NDP     |
| Landbouw, Veeteelt en Visserij                            | Mike Noersalim                                                                   | NDP/HVB |
| Ministerie van Volksgezondheid, Welzijn en Arbeid         | André Misiekaba, met onderminister Raj Jadnanansing (NDP)                        | NDP     |
| Jeugd- en Sportzaken                                      | Lalinie Gopal                                                                    | NDP     |
| Onderwijs, Wetenschap en Cultuur                          | Dirk Currie                                                                      | NPS     |
| Sociale Zaken en Volkshuisvesting                         | Diana Pokie, met onderminister Daniëlle Beeldsnijder (NPS) voor Volkshuisvesting | NPS     |
| Olie, Gas en Milieu                                       | Patrick Brunings                                                                 | NPS     |
| Natuurlijke Hulpbronnen                                   | David Abiamofo                                                                   | ABOP    |
| Justitie en Politie                                       | Harish Monorath                                                                  | ABOP    |
| Binnenlandse Zaken                                        | Marinus Bee, met onderminister Kelvin Koniki (ABOP)                              | ABOP    |
| Regionale Ontwikkeling                                    | Miquella Soemar-Huur                                                             | ABOP    |
| Defensie                                                  | Uraiqit Ramsaran                                                                 | PL      |
| Grondbeleid en Bosbeheer                                  | Stanley Soeropawiro                                                              | PL      |
| Economische Zaken                                         | Andrew Baasaron                                                                  | A20     |
| Transport, Communicatie en Toerisme                       | Raymond Landveld                                                                 | BEP     |

Er was kritiek van onder meer econoom Winston Ramautarsing en NDP-parlementariër Silvana Afonsoewa op de benoeming van onderministers, omdat ze daar geen noodzaak in zagen.